# A holló (film, 2012)
A holló (eredeti cím: The Raven) 2012-ben bemutatott amerikai bűnügyi-thriller, melynek rendezője James McTeigue, forgatókönyvírója Ben Livingston és Hannah Shakespeare, producerei Marc D. Evans, Trevor Macy és Aaron Ryder. A főszerepben John Cusack, Alice Eve, Brendan Gleeson és Luke Evans látható.
A filmet 2012. március 9-én adták ki Kanadában, Írországban és az Egyesült Királyságban, április 27-én az Amerikai Egyesült Államokban és május 17-én Magyarországon. Általánosságban negatív értékeléseket kapott a kritikusoktól, Lucas Vidal vizuális effektjeit dicsérték, azonban a színészi alakításokat és a cselekmény fordulatait kritizálták.

## Rövid történet
Rejtélyes gyilkosságok történnek, melyek az Edgar Allan Poe műveiben leírt bűnesetekre hasonlítanak, ezért a rendőrségi nyomozásba az író is belekeveredik.

## Cselekmény
A 19. századi Baltimore-ban egy meggyilkolt nőt találnak a padlóra borulva a lakásán, amely belülről be van zárva. Miközben a rendőrök a gyilkos menekülési útvonalát keresik, a kéményben egy második holttestre bukkannak, amelyet az áldozat 12 éves lányaként azonosítanak. Egy híres nyomozót, Emmett Fields-et (Luke Evans) hívják a nyomozáshoz, aki felfedezi, hogy a bűntény hasonlít egy kitalált gyilkosságra a  Gyilkosságok a Morgue utcában című novellában, amelyet egyszer olvasott.
Edgar Allan Poe írót (John Cusack) hozzák Fieldshez kihallgatásra. Miután megtalálják Griswold, Poe riválisának holttestét, amelyet egy inga vágott ketté (mint Poe A gödör és az inga című novellájában), a páros arra következtet, hogy valaki gyilkosságokat rendez Poe történetei alapján. Edgar szerelmét, Emily Hamiltont (Alice Eve) elrabolják az apja (Brendan Gleeson) álarcosbálján, mint amilyenről Poe A vörös halál álarca című művében olvashatunk. A gyilkos egy üzenetben gúnyolódik Poe-val, követelve, hogy Edgar írjon és adjon ki egy új történetet. Poe lakását felgyújtják azok, akik szerint a gyilkosságokat újságírói céljaira használja fel, és kénytelen Fieldshez költözni.
A gyilkosnak egy Az Amontillado hordója című novellára utaló nyomára Poe és Fields több rendőrrel együtt átkutatja a város alatti alagutakat, és felfedezik egy Emily-nek öltözött férfi befalazott holttestét. A férfiról kiderül, hogy tengerész, és a testén lévő nyomok az üldözőket a Szent Kereszt Római Katolikus Templom-hoz vezetik, ahol egy üres sírt készítettek elő Emily nevével. Amikor a rendőrök megpróbálják betörni a templom ajtaját, a gyilkos megtámadja és megöli az egyik rendőrt, majd lelövi és megsebesíti Fields-et. Poe lóháton üldözőbe veszi, de a gyilkos elmenekül.
Poe egy újságcikket ír, amelyben felajánlja az életét Emily életéért. Reggel a szobalány átadja Poe-nak a gyilkos levelét, amelyben elfogadja a feltételeit, de a levelet már jóval azelőtt kézbesítették, hogy az újságot kiosztották volna. Poe ebből rájön, hogy a gyilkosnak az újságnál kell dolgoznia, ezért rohan, hogy ezzel szembesítse a szerkesztőjét, Henryt (Kevin McNally), de Henry már halott, mellette egy másik üzenet hever.
A gyilkos az újság gépírója, Ivan Reynolds (Sam Hazeldine), aki gratulál Poe-nak és megkínálja egy itallal. Ivan megpróbál beszélgetni Edgarral, de Poe Emily tartózkodási helyét követeli. Ivan kiönt egy fiola mérget, és megígéri, hogy úgy fejezi be a történetet, ahogy Poe megírta. Poe beleegyezik, és megissza a folyadékot. Ivan idézi a The Tell-Tale Heart-ot, és ebből Poe megtudja, hogy Emily a nyomdai padló alatt rejtőzik. Amikor a gyilkos távozik, Poe utolsó erejével feltépi a padló egy hamis részét, és kinyit egy csapóajtót, amely Emily börtönébe vezet.
Poe megmenti Emilyt, és megható pillanatot töltenek együtt, mielőtt Poe-t a mentő elviszi. A mérgezéstől félrebeszélve Edgar egy parki padhoz vánszorog, hogy ott haljon meg. Egy parkban sétáló férfi felismeri benne a híres írót, és megkérdezi, jól van-e. Poe csak annyi erőt tud összeszedni, hogy azt mondja: Mondd meg Fieldsnek, hogy a vezetékneve Reynolds. 
Később, amikor Fields a kórházban megnézi Poe holttestét, a kezelőorvos nem tudja megmondani neki a halál pontos okát, de megemlíti, hogy az író összefüggéstelenül beszélt, és ragaszkodott hozzá, hogy „a vezetékneve Reynolds”. Fields elgondolkodik a mondat jelentésén, és lassan összekapcsolja a pontokat.
Ivan Párizsban leszáll a vonatról. Miközben egy hordár viszi a csomagjait, Ivan bemászik egy kocsiba, és szembesül Fieldsszel. A nyomozó felé veti magát, Fields pedig közvetlen közelről lelövi.

## Szereplők
| Szerep                    | Színész              | Magyar hang     |
| ------------------------- | -------------------- | --------------- |
| Edgar Allan Poe           | John Cusack          | Fekete Ernő     |
| Emmett Fields felügyelő   | Luke Evans           | Dévai Balázs    |
| Emily Hamilton            | Alice Eve            | Földes Eszter   |
| Charles Hamilton kapitány | Brendan Gleeson      | Várkonyi András |
| John Cantrell             | Oliver Jackson-Cohen | Fehér Tibor     |
| Eldridge kapitány         | Jimmy Yuill          | Barbinek Péter  |
| Henry Maddux              | Kevin McNally        | Csankó Zoltán   |
| Ivan Reynolds             | Sam Hazeldine        | Makranczi Zalán |
| Mrs. Bradley              | Pam Ferris           | Bókai Mária     |
| Percy                     | Dave Legeno          | Rosta Sándor    |
| Reagan                    | Brendan Coyle        | Kapácsy Miklós  |

## Fordítás
- Ez a szócikk részben vagy egészben  a   The Raven (2012 film) című angol Wikipédia-szócikk fordításán alapul.  Az eredeti cikk szerkesztőit annak laptörténete sorolja fel. Ez a jelzés csupán a megfogalmazás eredetét és a szerzői jogokat jelzi, nem szolgál a cikkben szereplő információk forrásmegjelöléseként.